# Lidia Tchervinskaïa
Lydia Davydovna Tchervinskaïa (en russe : Лидия Давыдовна Червинская ; née en 1907 et morte en 1988 à Montmorency) est une poétesse russe de la première vague de l'émigration.

## Biographie
En 1920, elle est à l'âge de 13 ans évacuée de Russie avec sa famille et des milliers de réfugiés vers Constantinople, qu'elle quitte en 1922. Elle rejoint alors Paris, où elle fréquente les milieux littéraires russes, et rencontre notamment Gueorgui Adamovitch,. Elle y mène la vie libre et parnassienne de l'émigration.
Elle commence à publier des poèmes dans les années 1930, dans différentes revues russes, comme Nombres («Числа»), où paraît son essai Nous («Мы») et dont elle intègre la rédaction en 1934, Le cercle («Круг»), Billets contemporains («Современные записки») ou Limites («Грани»). Son premier recueil de poèmes, Rapprochements, est publié en 1934,.
Selon les témoignages de ses proches, elle est pendant la guerre en relation avec la Résistance, mais, à la Libération, elle est emprisonnée pour collaboration avec l'occupant allemand.
Dans l'après-guerre, elle vit à Munich, et travaille à Radio Free Europe («Радио Свобода»). Son dernier recueil, Douze mois, paraît en 1956 avec le soutien de S. Makovski.
Elle meurt en maison de retraite à Montmorency, près de Paris le 16 juillet 1988.

## Œuvre
Lidia Tchervinskaïa a fait paraître les recueils Rapprochements («Приближения», 1934), Aubes («Рассветы», 1937), Douze mois («Двенадцать месяцев», 1956). Sa poésie est d'un lyrisme discret et profondément intime, et exprime son adhésion aux orientations poétiques de la Note parisienne, où « les vers ne veulent pas être de la musique, mais un murmure, un souffle, quand ce n'est pas un silence ».
Selon Wolfgang Kasack :

« [Son œuvre] est intensément affective, pleine de motifs d'amour, de nostalgie, de larmes et de doutes. Les contrastes entre l'idéal et la réalité, l'espoir et le désenchantement, le passé et le présent, l'émigration et la Russie, y sont scellés. Ses vers sont musicaux, les répétitions et les anaphores leur donnent leur clarté propre et leur force suggestive. »